# Tovarníky
Tovarníky este o comună slovacă, aflată în districtul Topoľčany din regiunea Nitra. Localitatea se află la altitudinea de 182 m deasupra n.m., se întinde pe o suprafață de 5,41 km2 și în 2017 număra 1.480 de locuitori.

## Istoric
Localitatea Tovarníky este atestată documentar din 1172.

## Demografie
| An:                | 1994 | 2004   | 2014   | 2024   |
| ------------------ | ---- | ------ | ------ | ------ |
| Număr de persoane: | 1239 | 1315   | 1431   | 1540   |
| Diferență:         |      | +6,13% | +8,82% | +7,61% |

| An:                | 2023 | 2024   |
| ------------------ | ---- | ------ |
| Număr de persoane: | 1531 | 1540   |
| Diferență:         |      | +0,58% |